# Avril 1865

## Événements
- 2 avril, États-Unis : Lee abandonne Richmond et Petersburg, assiégée depuis neuf mois ; Grant et Sheridan le poursuivent vers Appomattox où il capitule le 9 avril.
- 9 avril, États-Unis : reddition à Appomattox de l'armée de Virginie du général sudiste Robert Edward Lee.
- 11 avril : victoire juariste à la bataille de Tacambaro au Mexique.
- 15 avril :
  - États-Unis : assassinat de Lincoln.
  - Début de la présidence républicaine d'Andrew Johnson aux États-Unis (fin en 1869).
- 16 avril : « Article de Pâque » de Ferenc Deák, qui propose un compromis dualiste avec administration austro-hongroise conjointe pour les affaires communes, extérieures et militaires en Hongrie.
- 18 avril : 
  - Nouveau statut de la censure en Russie, relativement libéral.
  - États-Unis : reddition de Johnston en Caroline du Nord. Fin de la guerre de Sécession.
- 26 avril :
  - États-Unis : Johnston se rend à Durham.
  - France : mise en service de la dernière section de la ligne Paris - Brest, entre Guingamp et Brest (Compagnie de l'Ouest).

## Décès
- 11 avril : Auguste Crelinger, actrice allemande (° 7 octobre 1795).
- 13 avril : Achille Valenciennes, zoologiste français spécialiste des poissons (° 1794).
- 14 avril : Rafael Carrera, président du Guatemala[1]
- 15 avril : Abraham Lincoln, président des États-Unis.
- 18 avril : Jean-Marie Léon Dufour, médecin et naturaliste français (° 1780).